# Springfield (Jacksonville)
Pour les articles homonymes, voir Springfield.
Springfield est un quartier de Jacksonville, en Floride.